# 하바탐파 쥬웰스
하바탐파 쥬웰스(HAV-A-TAMPA Jewels)는 임페리얼 토바코 그룹 산하의 알타디스사에서 제조하는 시가형 담배이다. 초콜릿 등 특수한 향이 첨가되었고 체리나무 재질의 팁이 사용된 것이 특징이다.

## 제품
2011년 현재 대한민국에서는 다음 제품들이 판매되고 있다.
| 이름 :                       | 규격            | 수량 | 출시 일자 | 판매 지역           |
| ---------------------------- | --------------- | ---- | --------- | ------------------- |
| HAV-A TAMPA Jewels Chocolate | Long(Cigarillo) | 5    | 2005년    | 대한민국, 미국 등지 |
| HAV-A-TAMPA Jewels Sweet     | Long(Cigarillo) | 5    | 2005년    | 대한민국, 미국 등지 |
| HAV-A-TAMPA Jewels Vanilla   | Long(Cigarillo) | 5    | 2005년    | 대한민국, 미국 등지 |
| HAV-A-TAMPA Jewels BlackGold | Long(Cigarillo) | 5    | 2005년    | 대한민국, 미국 등지 |

## 같이 보기
- 담배
- 흡연